# Aleksandr Dreval
Aleksandr Konstantinovich Dreval (en russe : Александр Константинович Древаль, né le 17 juillet 1944 à Moscou) est un joueur de water-polo soviétique (russe), champion olympique en 1972 et champion du monde en 1975.
- CIO
- Olympedia
- World Aquatics

.